# 堀之内貝塚
座標: 北緯35度45分33.6秒 東経139度54分37.9秒 / 北緯35.759333度 東経139.910528度

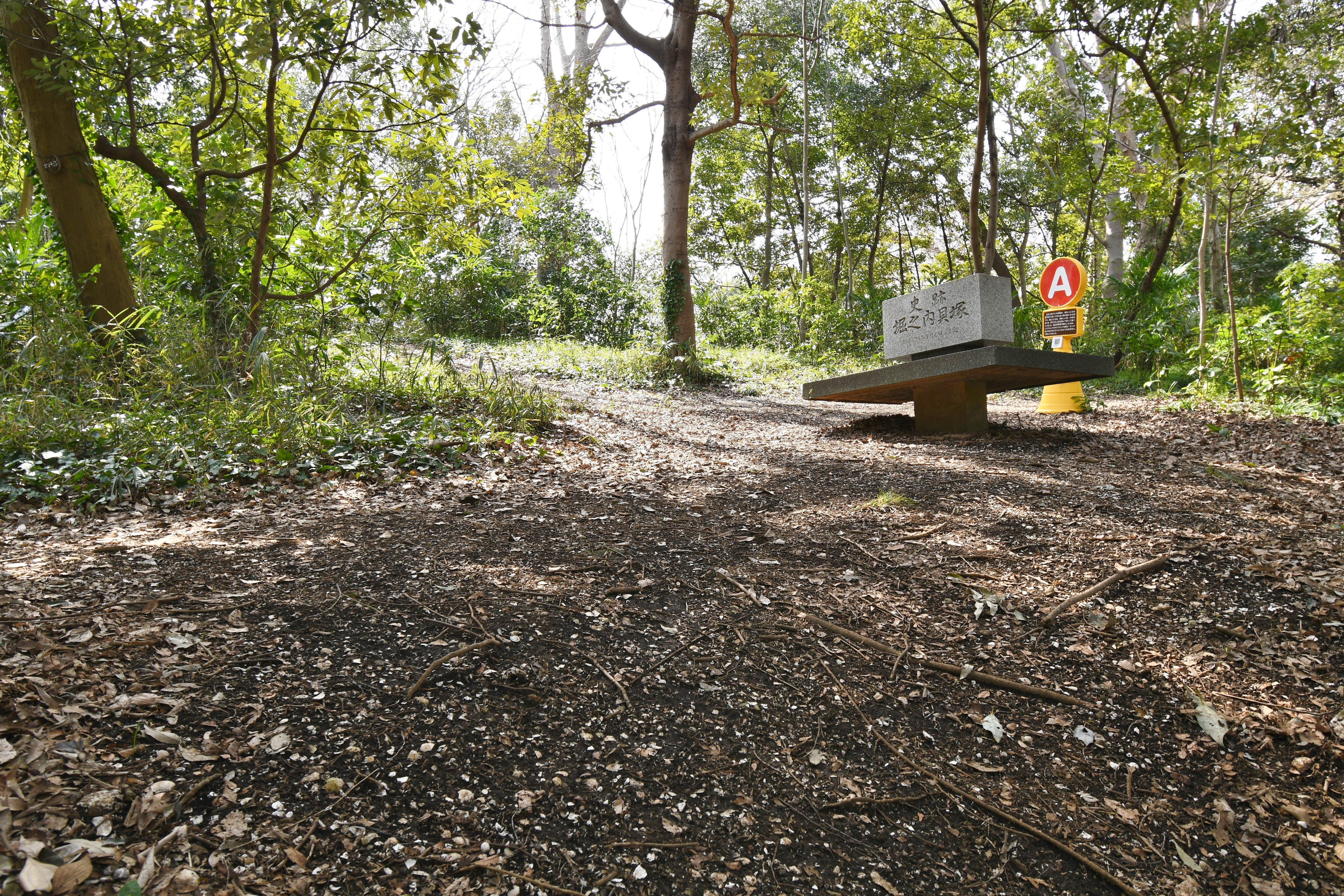
堀之内貝塚 石碑付近手前の地面に貝殻が散在する。

堀之内貝塚（ほりのうちかいづか）は、千葉県市川市堀之内にある縄文時代後期から晩期の貝塚および環状集落の遺跡。国の史跡に指定されている。
縄文時代後期前葉の標式土器型式である「堀之内式」の標式遺跡として知られている。

## 概要

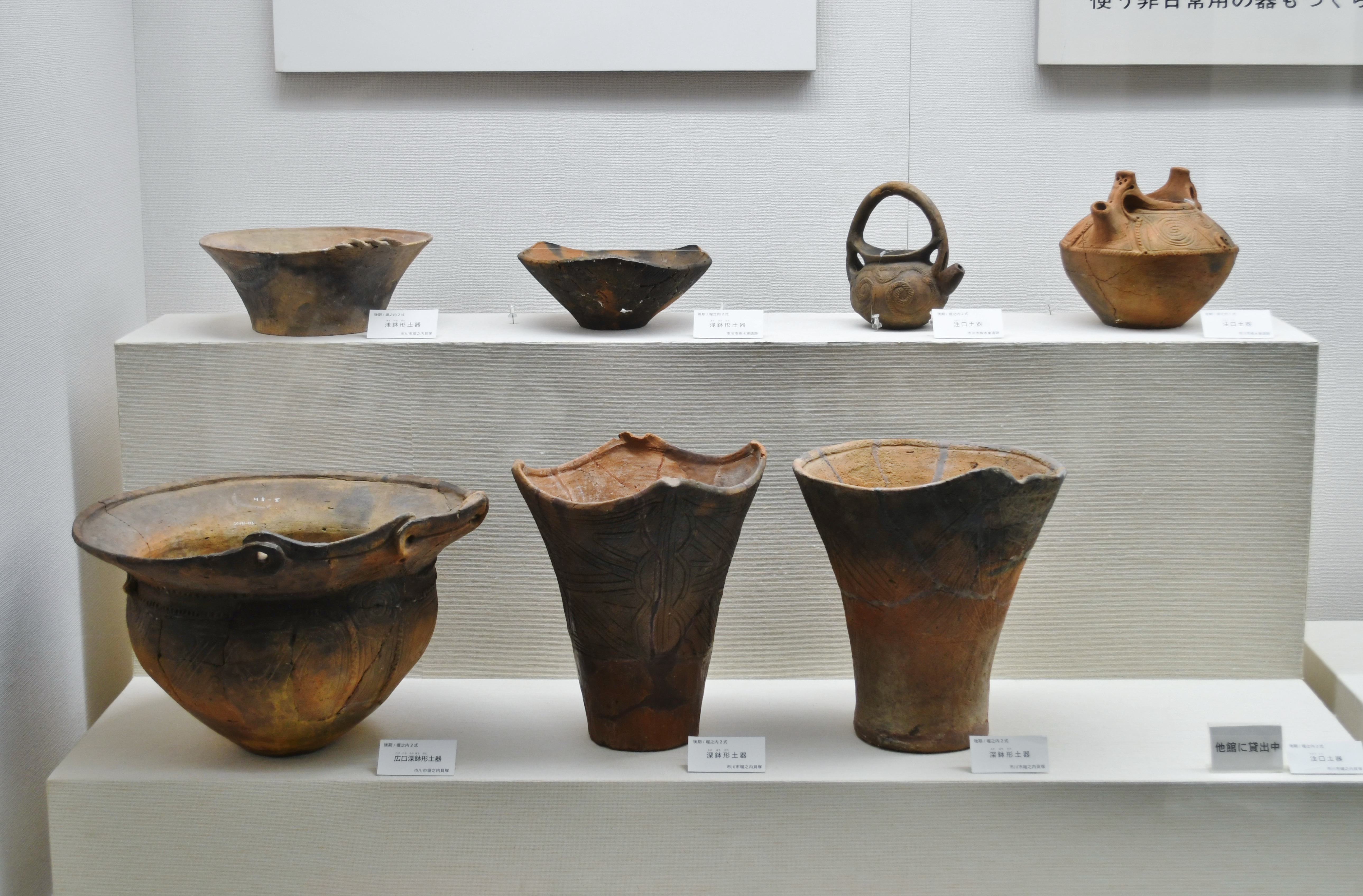
堀之内2式 縄文土器右上の3点は株木東遺跡出土、その他は堀之内貝塚出土。市川考古博物館展示。

下総台地西端近くの国分川右岸部に谷津が形成されており、その中で堀之内貝塚は標高22メートルほどの尾根状の台地及びその斜面に形成されている（縄文海進期には半島状になっていたと推測されている）。東西225メートル・南北120メートルの中央台状型の2方向斜面に、鹹水産砂泥質のハマグリ・アサリ・イボキサゴ・オキシジミを中心とした貝層が馬蹄形の貝塚を形成している。特に縄文時代後期前葉の頃の貝層が厚いとされている。更に貝層の下には竪穴建物跡（環状集落）も検出されている。
東京に比較的近いこと、以前は未開発の山林であったことから早い時期から発掘調査が行われ、最初の踏査は1883年（明治16年）に行われている。その後、1901年（明治34年）に最初の発掘が行われ、続いて1904年（明治37年）には東京人類学会の最初の遠足会が実施された際、埋葬された人骨が発掘され、更に1917年（大正6年）にも同会33周年記念事業として遠足会が行われた。
1921年（大正10年）の東京帝国大学による発掘調査に参加した山内清男は、出土土器を研究してこれを「堀之内式土器」と命名し、1940年（昭和15年）に発表した。その後、1949年（昭和24年）から翌年にかけて立教大学などが行った3度の発掘調査でこれまで注目されていなかった貝塚より下層の関東ローム層を発掘したところ竪穴建物跡が検出された。
1954年（昭和29年）には日本人類学会70周年記念事業として、早稲田大学・慶應義塾大学・明治大学の合同発掘調査が行われて初めて本格的な地形測量が行われた。更に1963年（昭和38年）の明治大学の調査でほぼ全容が明らかにされた。また、1960年（昭和35年）に堀之内貝塚の貝の性格について、日常生活において食用などに用いられた貝であるとする芹沢長介と、貝塚を加工用の剥き身場と推定して干貝などの形で他の地域に移し出したとする後藤和民が論争を行っている。1967年（昭和42年）には貝層全体が国の史跡に指定された。
現在、貝塚に隣接して市川考古博物館が建設され、姥山貝塚など周辺の貝塚とともに出土品が公開されている。また、その隣接地には市川歴史博物館も開設されているが、こちらは堀之内貝塚の約2キロメートル南の下総国府設置以後の歴史を取り扱っている。

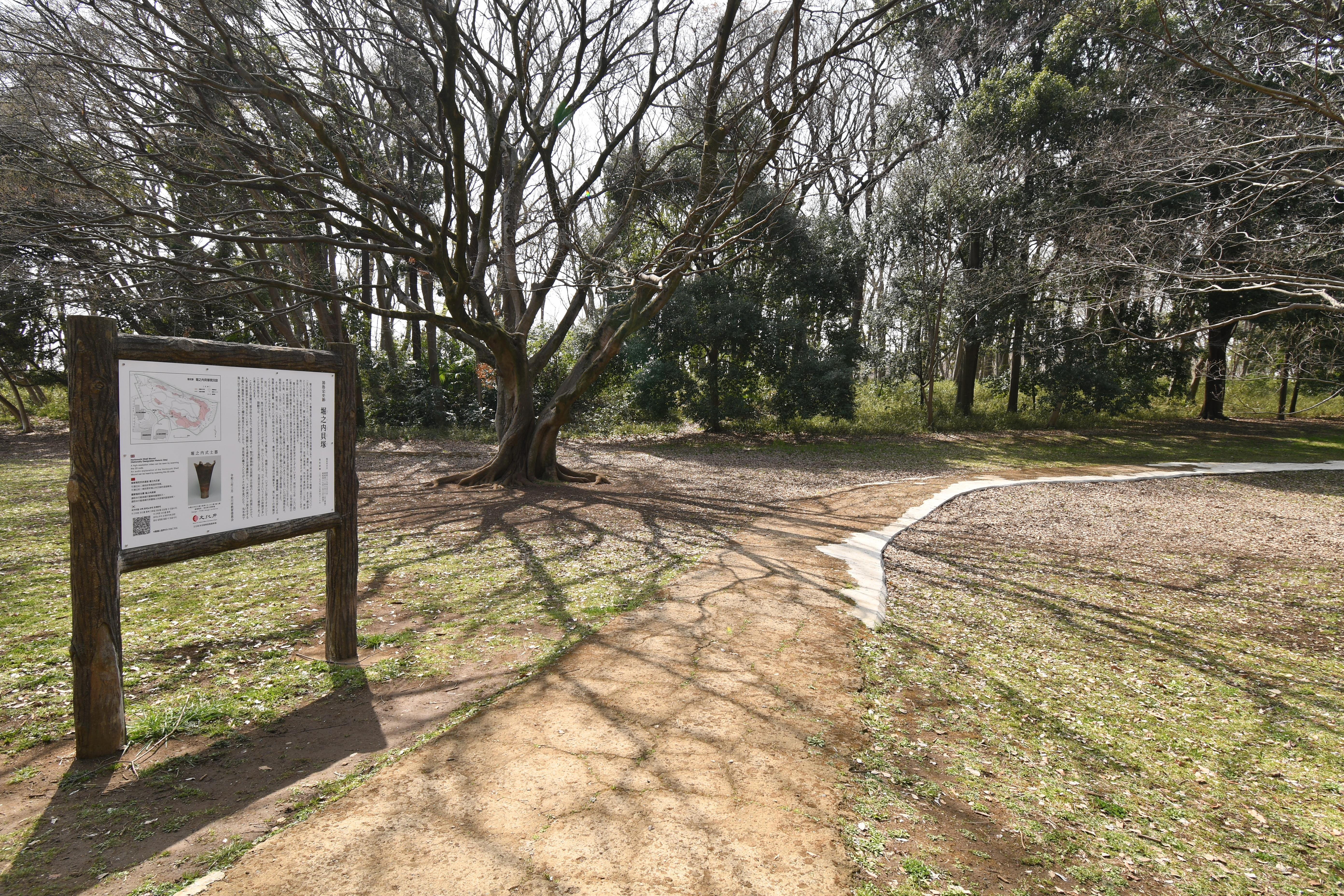
説明板付近から貝塚域を望む
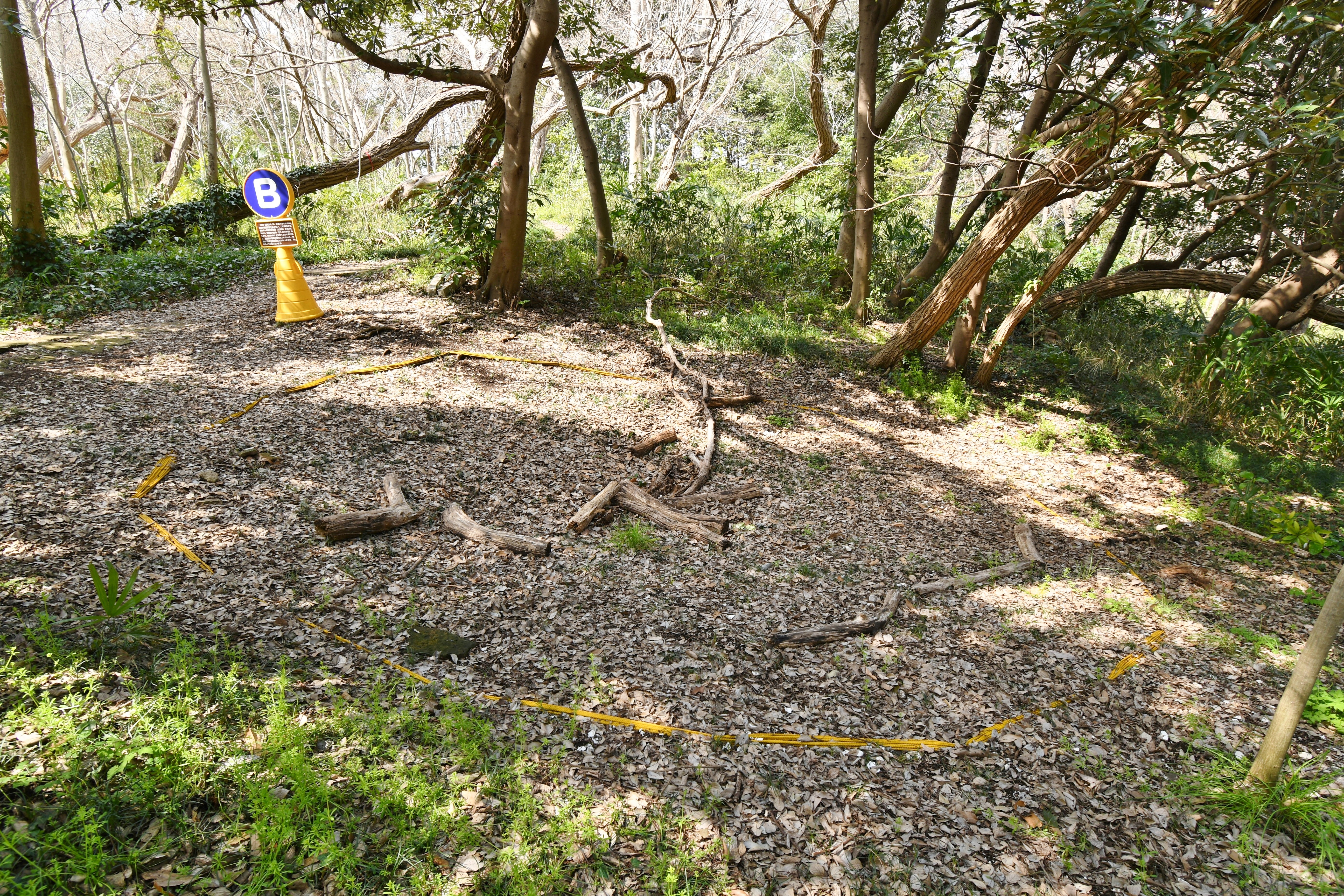
竪穴建物跡 1949年に立教大学が発掘調査実施。
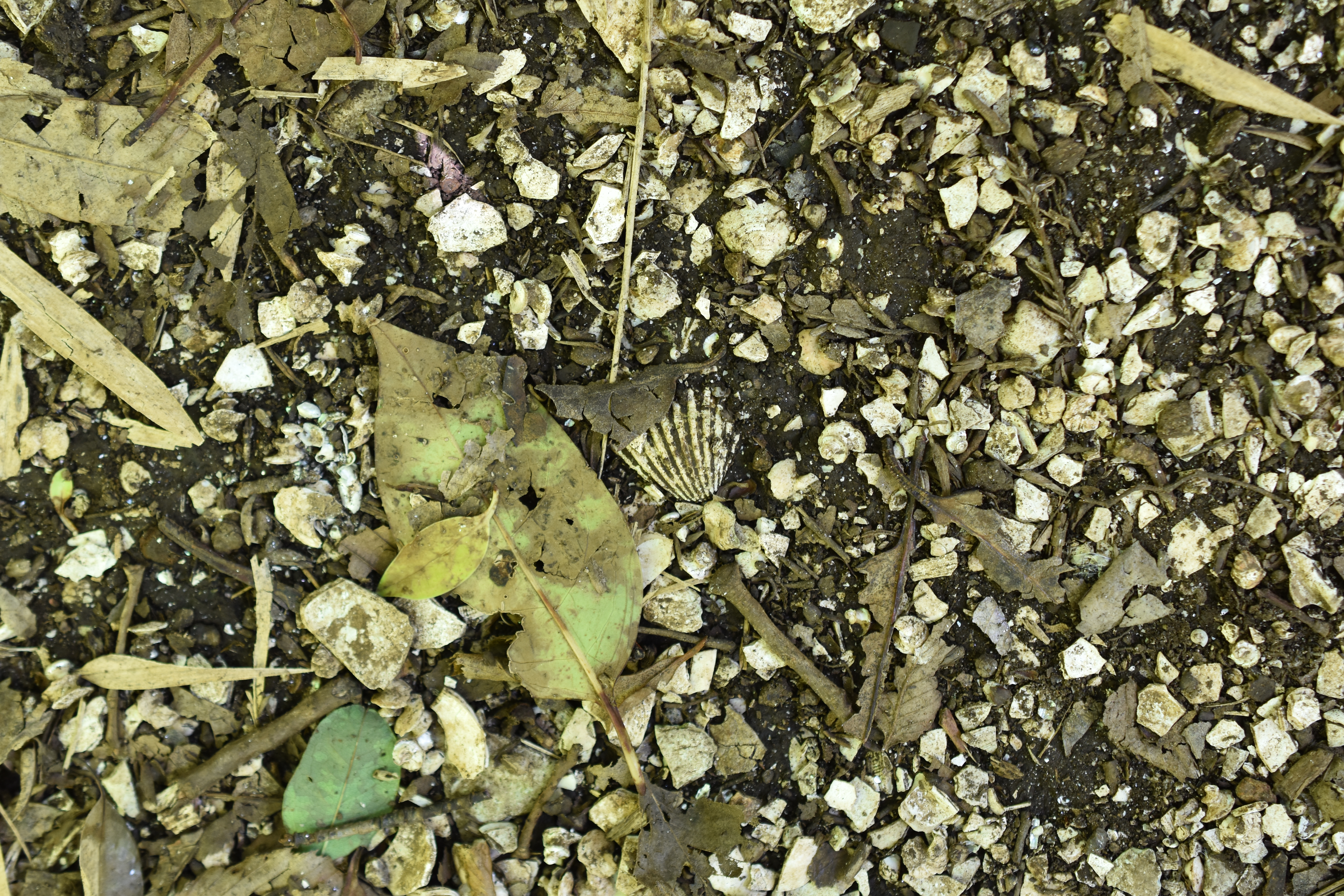
公園内散策路の地面を覆う貝殻
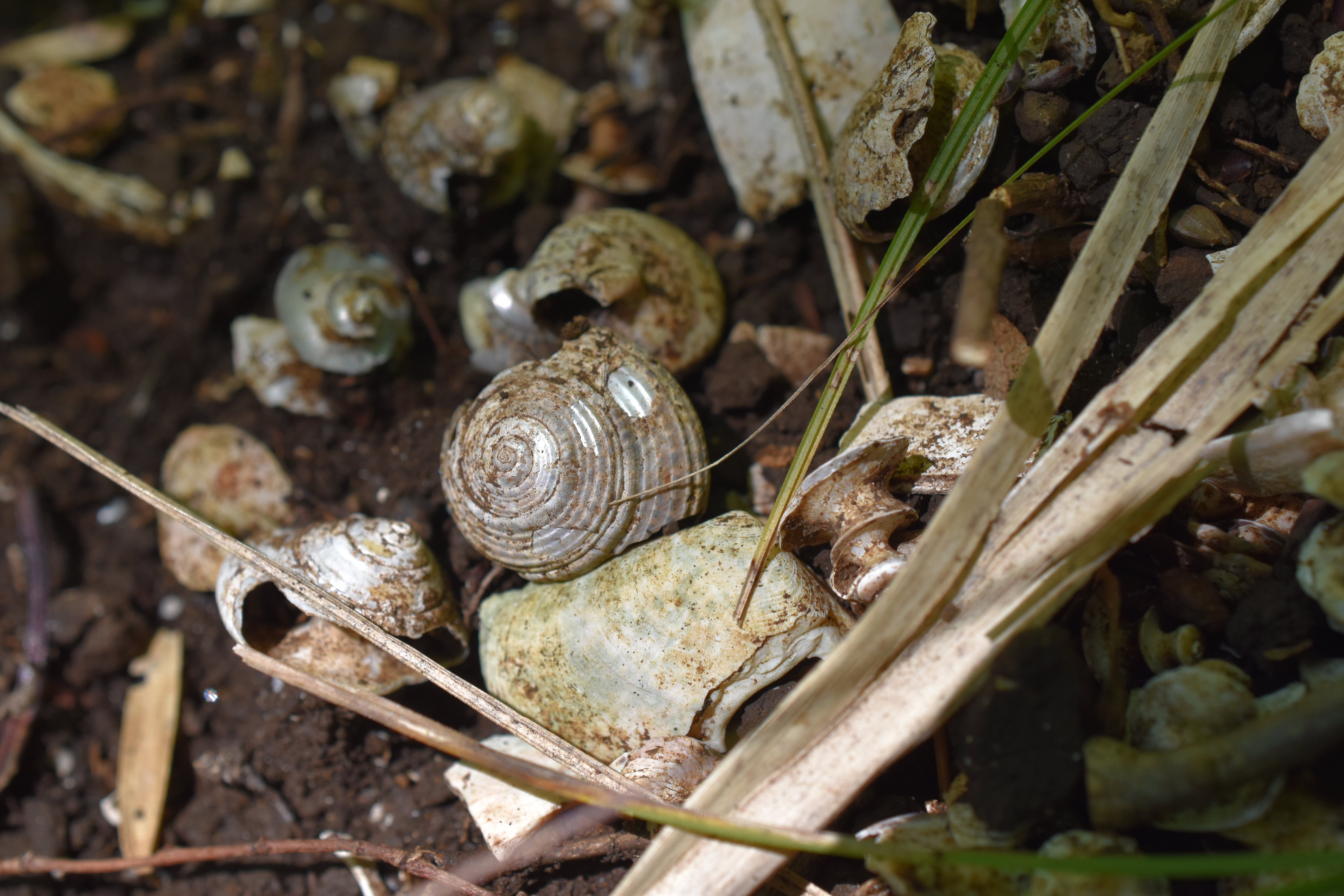
地面に露出した貝殻
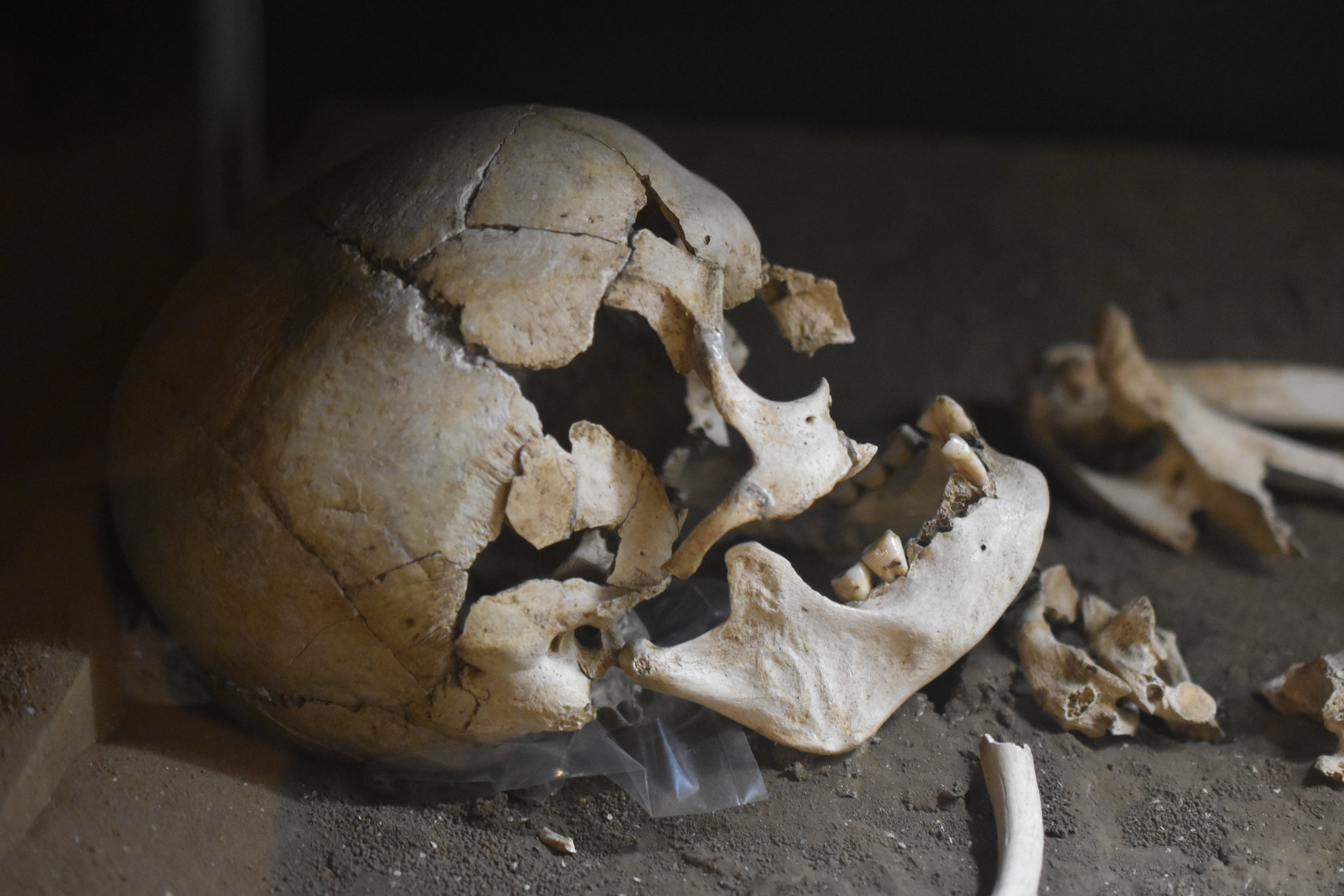
堀之内貝塚で発見された成人女性の骨格

## 文化財

### 国の史跡
- 堀之内貝塚 - 1964年（昭和39年）7月6日指定、1967年（昭和42年）6月22日・1972年（昭和47年）2月3日に史跡範囲の追加指定[3]。